# الخروف (جبلة)

تعديل مصدري - تعديل

الخروف هي إحدى قرى عزلة الربادي بمديرية جبلة التابعة لمحافظة إب، بلغ تعداد سكانها 194 نسمة حسب تعداد اليمن لعام 2004.